# Бек, Ноэль
Ноэ́ль Бек (англ. Noelle Beck; род. 14 декабря 1968, Балтимор, Мэриленд) — американская телевизионная актриса.

## Биография
Ноэль Бек родилась 14 декабря 1968 года в Балтиморе (штат Мэриленд, США).
Ноэль дебютировала в кино в 1983 году, сыграв роль Патриши Элден Соволски Хартман МакКензи в телесериале «Любить», в котором она снималась до 1995 года и в 1989 году получила номинацию «Выдающаяся несовершеннолетняя женщина в драматическом сериале» премии «Daytime Emmy Awards». Всего Бек сыграла в 30-ти фильмах и телесериалах.
С 5 августа 1990 года Ноэль замужем за Эриком Питтерсоном. У супругов есть трое детей, двое дочерей и сын — Форрест Ли Питтерсон (род.1991), Спенсер Питтерсон (род.1992) и Брок Питтерсон (род.1998).

## Избранная фильмография
| Год       |   | Русское название                      | Оригинальное название             | Роль                                    |
| --------- | - | ------------------------------------- | --------------------------------- | --------------------------------------- |
| 1983—1995 | с | Любить                                | Loving                            | Патриша Элден Соволски Хартман МакКензи |
| 1994      | ф | Золотые ворота                        | Golden Gate                       | Дэни Эддисон                            |
| 1996      | ф | Замена                                | The Substitute                    | Дейдре Лейн                             |
| 1998      | с | Спин-Сити                             | Spin City                         | Каари                                   |
| 1998      | с | Секс в большом городе                 | Sex and the City                  | Барбара                                 |
| 2000      | с | Закон и порядок                       | Law & Order                       | Саманта Малрони                         |
| 2000—2011 | с | Закон и порядок: Специальный корпус   | Law & Order: Special Victims Unit | Одри Шелтон/Саманта Малрони             |
| 2002—2011 | с | Закон и порядок: Преступное намерение | Law & Order: Criminal Intent      | Дебора Брайт/Тина Давенпорт             |
| 2005      | ф | Доверься мужчине                      | Trust the Man                     | пассажирка самолёта                     |
| 2005      | с | Спаси меня                            | Rescue Me                         | Мэриел                                  |
| 2008      | с | Кашемировая мафия                     | Cashmere Mafia                    | Килла Грэй                              |
| 2008—2010 | с | Как вращается мир                     | As the World Turns                | Лили Снайдер                            |
| 2010      | ф | Уолл-стрит: Деньги не спят            | Wall Street: Money Never Sleeps   | жена Бреттона                           |
| 2011      | с | Голубая кровь                         | Blue Bloods                       | Сью Коннорс                             |
| 2012      | с | В поле зрения                         | Person of Interest                | Сидни Бэйлор                            |
| 2012      | с | Сделано в Джерси                      | Made in Jersey                    | Морин Барнс                             |
| 2013      | с | Дневники Кэрри                        | The Carrie Diaries                | миссис Кайдд                            |